# Desalinizadoras Sierra Gorda
Las desalinizadoras Sierra Gorda son dos plantas desalinizadoras que funcionan dentro del complejo minero Sierra Gorda y son abastecidas desde la tubería que trae 1500 l/s de agua de mar proveniente de la planta termoeléctrica de Mejillones. La mayor parte de esa agua salada se utiliza sin procesar en la producción de cobre. Solo una fracción de ese caudal es desviado a las desaladoras que producen respectivamente 100 l/s y 50 l/s de agua potable.

## Ubicación
La mina Sierra Gorda se encuentra casi al lado suroeste de la mina Spence, al costado norte de la carretera que une Antofagasta con Calama.

## Características
El proceso de producción de cobre de esta mina se realiza directamente con agua salada. Solo para algunas necesidades en laboratorios y consumo humano se necesita desalar una fracción del caudal que llega a la mina desde el mar.